# Romain Lemarchand
Romain Lemarchand (Longjumeau, 20 de juliol de 1987) és un ciclista francès, professional des del 2010 i actualment a l'equip Delko-Marseille Provence-KTM.
És fill del també ciclista professional François Lemarchand.

## Palmarès
- 2009
  -  Campió de França de contrarellotge sub-23
  - 1r al Crono de les Nacions sub-23